# Kloster Altdorf (Altorf)

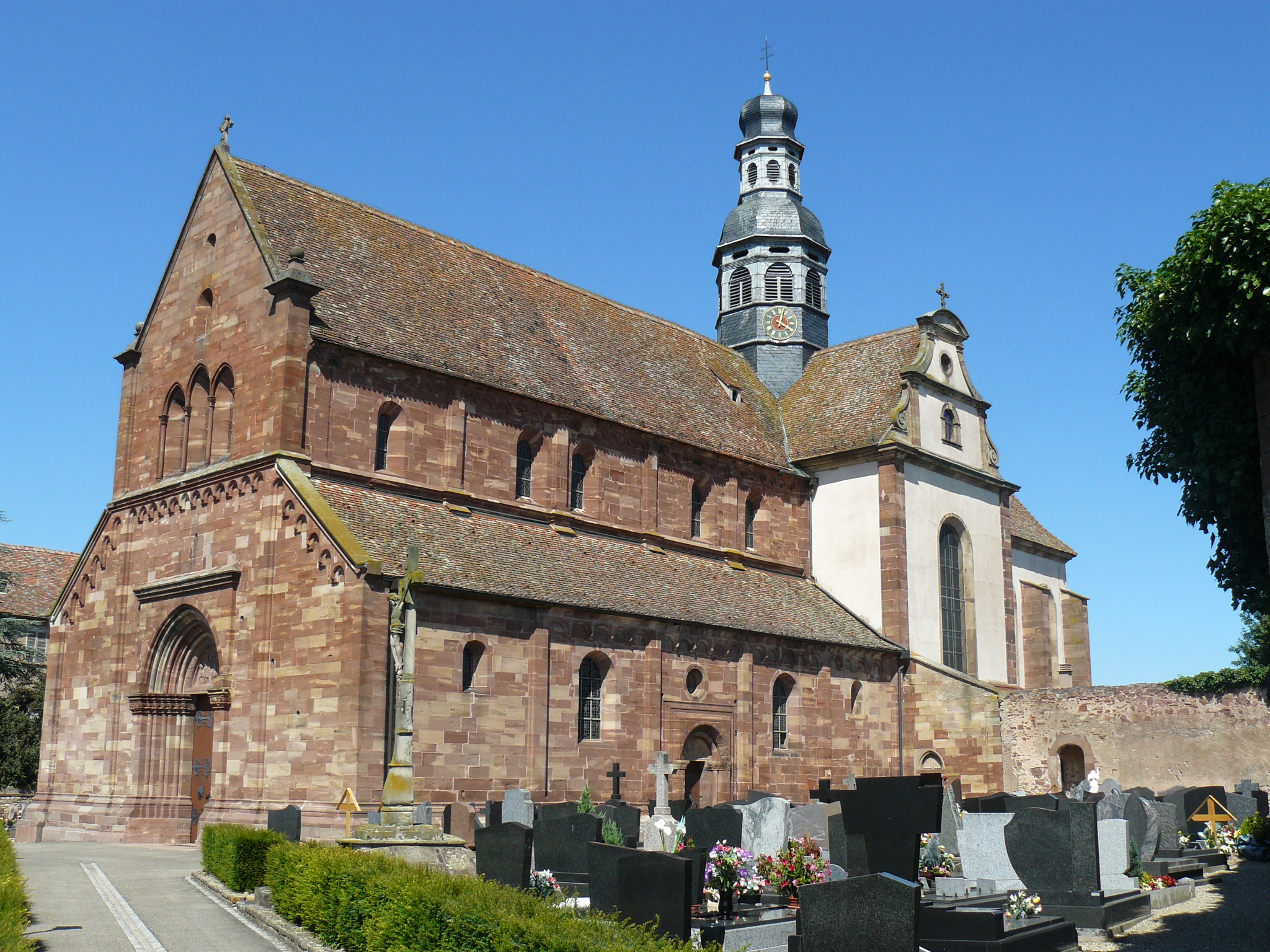
Ehemalige Klosterkirche St. Cyriak in Altdorf

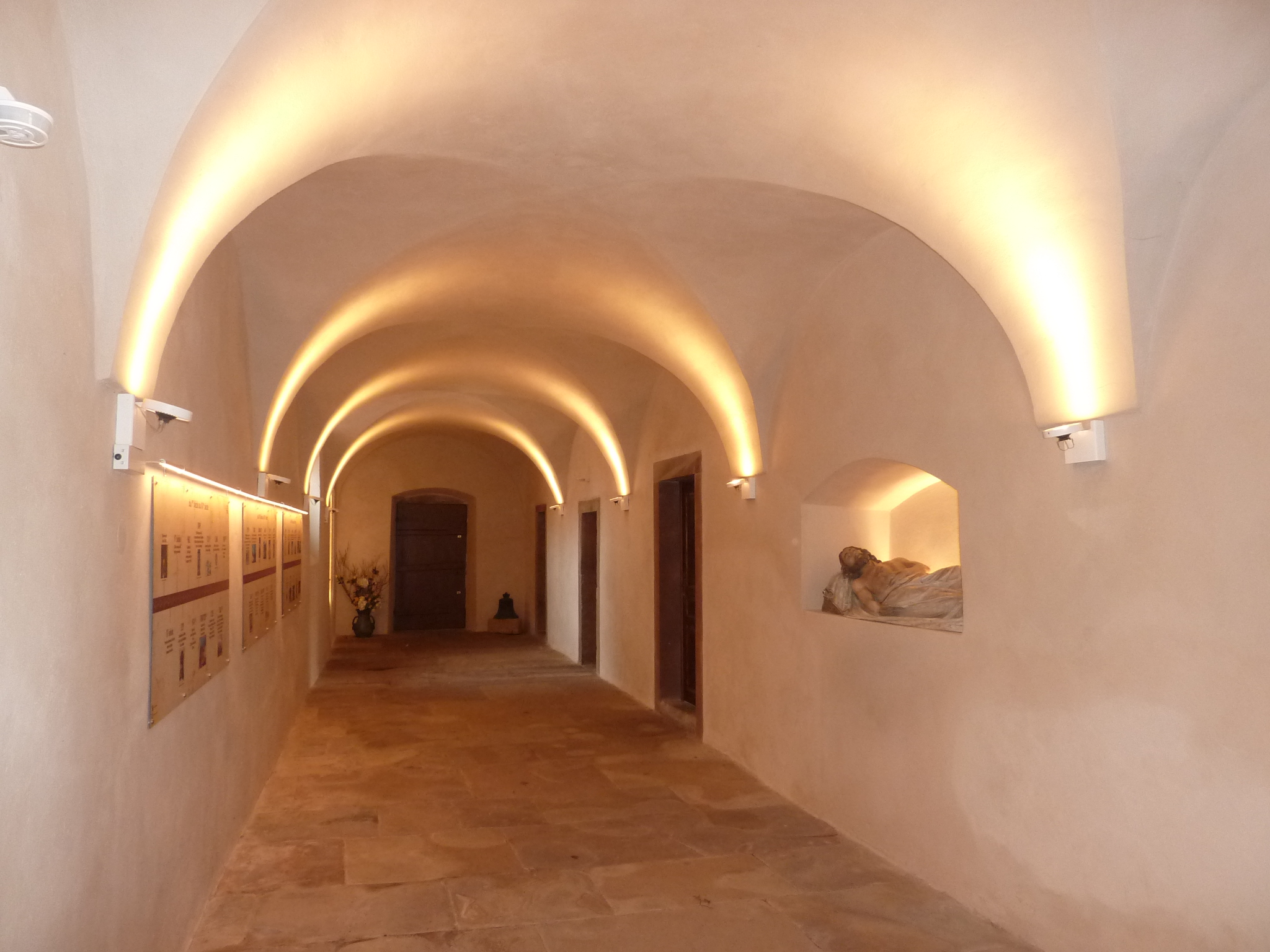
Erhaltener Teil des Kreuzgangs der Abtei Altdorf

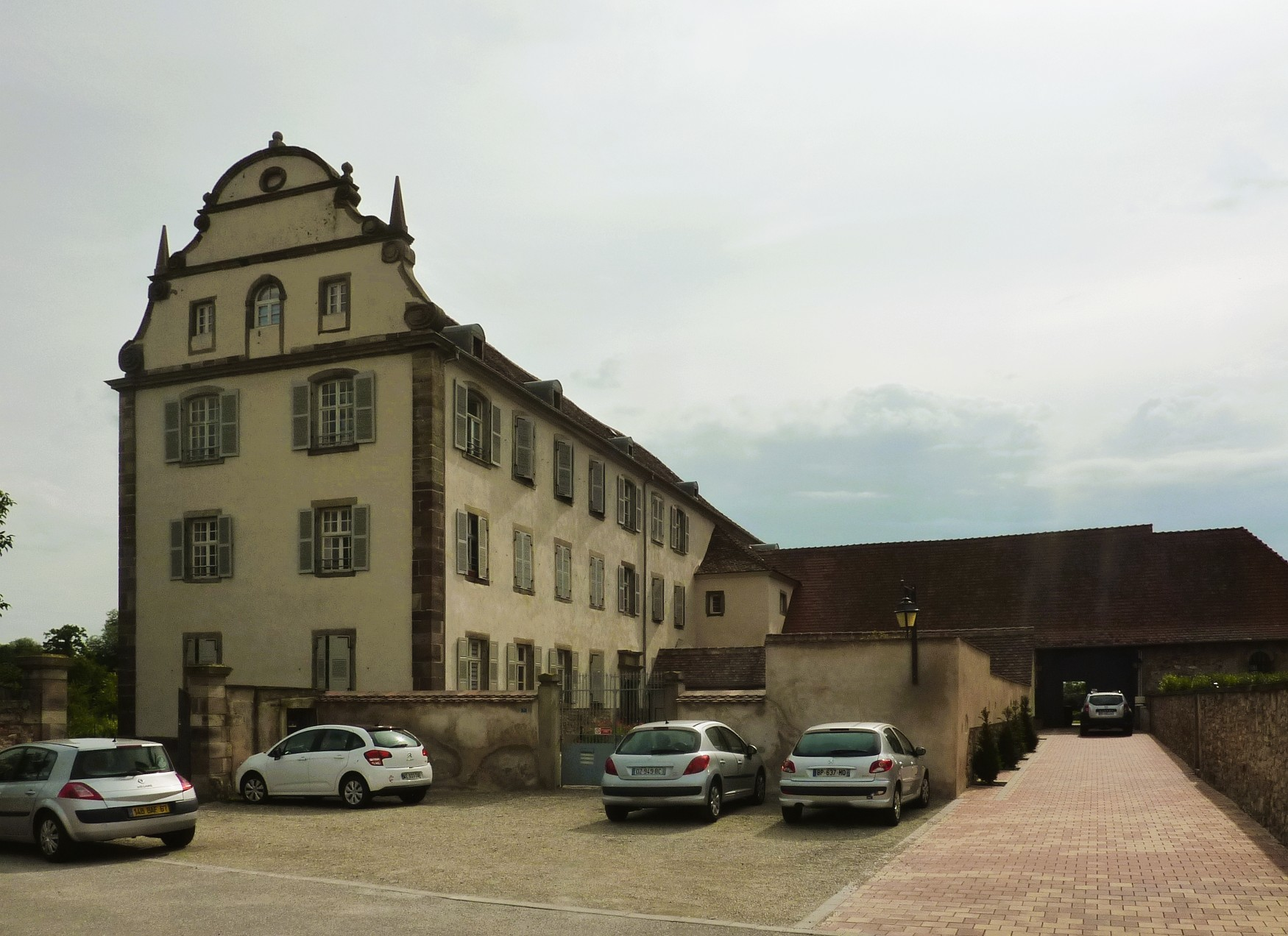
Das Abtshaus Altdorf, heute Pfarrhaus

Das Kloster Altdorf ist ein ehemaliges Benediktinerkloster in Altorf im Elsass, unweit von Straßburg in Frankreich.

## Geschichte
Um 974 soll nach der Überlieferung eine erste Kirche St. Cyriak durch Graf Hugo von Dagsburg gegründet worden sein. Die Weihe erfolgte durch den Bischof von Straßburg, Erckenbald. Anwesend war auch der Abt von Cluny, Majolus. Graf Bruno von Egisheim-Dagsburg – der spätere Papst Leo IX. – brachte die Reliquien des heiligen Cyriakus 1049 nach Altdorf. Das Kloster unterstand Straßburg und Molsheim.
1789 wurde das Kloster aufgehoben.

## Anlage
Anstelle der ersten Kirche entstand im 12. Jahrhundert eine dreischiffige Basilika. Das spätromanische Langhaus ist noch erhalten, Chor und Querschiff wurden durch Peter Thumb 1725 erneuert. Von der Ausstattung sind ältere Teile erhalten, berühmt ist die Silbermann-Orgel. 
Nördlich der Kirche liegt das dreigeschossige Abtshaus aus dem 16. Jahrhundert, das heute als Pfarrhaus dient. Es ist in einem langgestreckten Bau, der den Westflügel des ehemaligen Kreuzgangs enthält, mit der Kirche verbunden. Ebenfalls erhalten sind das Pförtnerhaus und die Zehntscheune westlich bzw. nordwestlich der Kirche. 
Die Kirche und ihr Hauptaltar, einige Fassadenelemente des Abtshauses und die Zehntscheune sind als Monuments historiques geschützt.